# Augustin Friedrich Walther
Augustin Friedrich Walther (Wittenberg, 26 de outubro de 1688 - Leipzig, 12 de outubro de 1746) foi um médico e botânico alemão.

## Publicações
- Dissertationem inauguralem de secretione animal. Wittemberg, 1712 (Dissertation unter Johann Gottfried von Berger)
- De lingua humana novis inventis octo sublingualibus salivae rivis, nunc ex suis fontibus glandulis sublingualibus eductis irrigua exercitatio. Leipzig, 1724
- Ad anatomiam publicam cadaveris feminae morbo convulsivo … affectae … invitat. leipzig, 1727

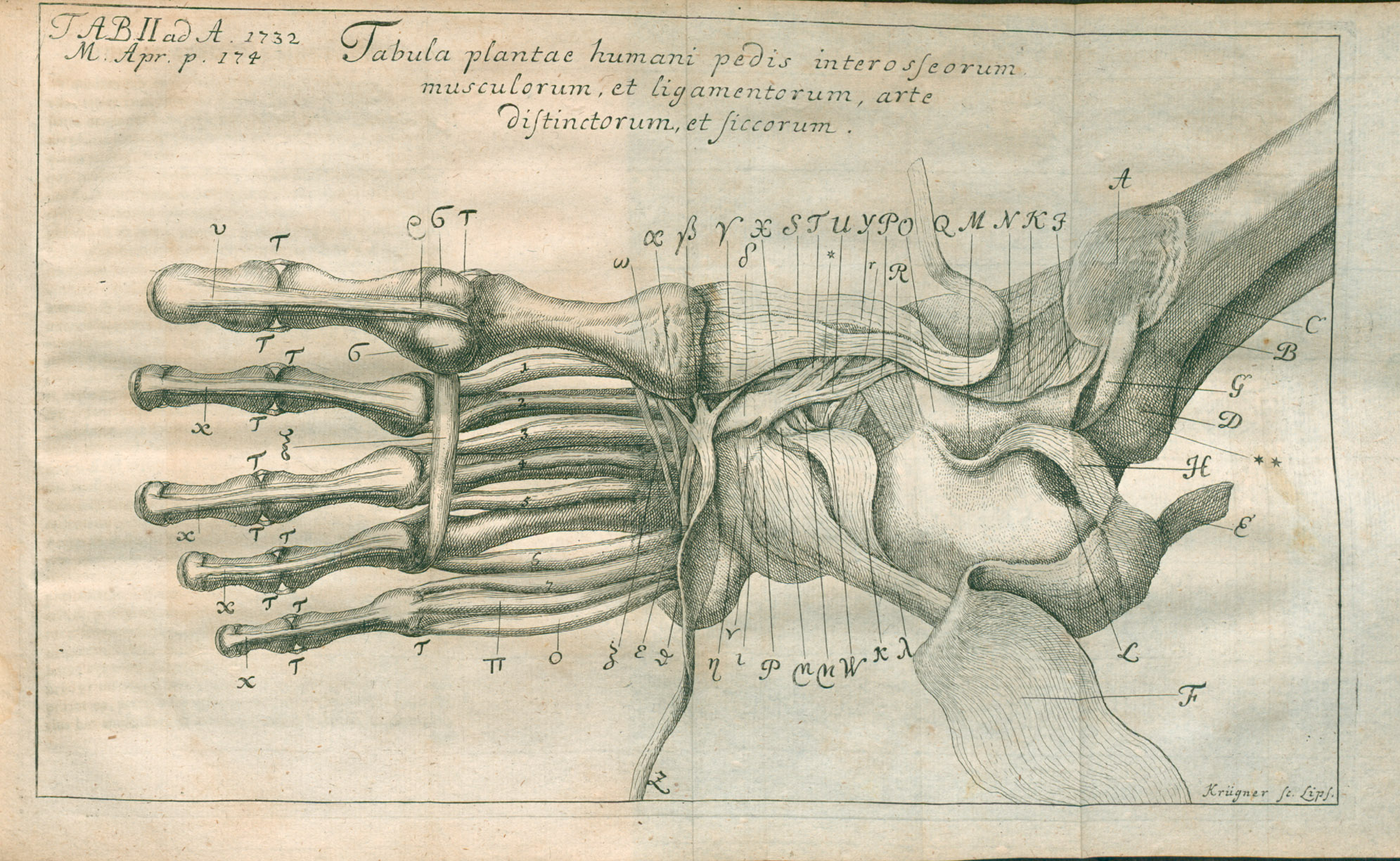
Ilustração da revisão a, 1732

- Ilustração da revisão a ''Supplementum tractationis de articulis, ... '' publicada em ''Acta eruditorum'', 1732De articulis, ligamentis et musculis hominis incessu statuque dirigendis in Theatro Anatomico Lipsiensi observationes fecit, denuo recognovit, et iconibus illustravit. Leipzig, 1728
- Arteriae coeliacae tabulam in anatomes studio desideratam et reliqua publici juris facit. Leipzig, 1729
- Exercitatione angiologica de vasis vertebralibus observationem novam inter alia tradit. Leipzig, 1730
- Observationes anatomicas selectas tres de ductu thoracico bipartito, vena bronchiali sinistra, et inferiore arteria hepatica, superioris meseraicae sobole exhibet, et panegyrin medicam indicit. 1731
- Plantarum exoticarum indigenarumque index. Leipzig, 1732
- Partus monstrosi historiam et sectionem describit deinde panegyrin medicam indicit. Leipzig, 1732
- Paris intercostalis et vagi corporis humani nervorum et ab utroque ejus latere obviorum anatomen exhibet postquam expositionem cl. Winslow nuperrime cum cadavere contulit atque panegyrin medicam indicit. Leipzig, 1733
- Observationes novas de musculis, et professionis anatomes atque chirurgiae ordinariae per decem annos administratae rationes reddit et exhibet, simul ad anatomen publicam viscerum atque sensuum organorum cadaveris masculini d. XXVIII. Ian. MDCCXXXIII. lectorem invitat. Leipzig, 1733
- Designatio plantarum quas hortus A.F. Waltheri complectitur. Accedunt novae plantarum icones XXIV. Leipzig, 1735
- De pulsu sanguinis in durae meningis sinu disserit et panegyrin medicam indicit. Leipzig, 1737
- De structura cordis auricularum disserit et panegyrin medicam indicit. Leipzig, 1738
- De aneurismate disserit et panegyrin medicam indicit. Leipzig, 1738
- Panegyrin medicam indicit et de vena portae exercitationis anatomicae partem primam tradit. Leipzig, 1739
- De hominis larynge et voce disserit et panegyrin medicam indicit. Leipzig, 1740
- De plantarum structura disserit et panegyrin medicam indicit. Leipzig, 1740
- De inflammatione disserit et panegyrin medicam indicit. Leipzig, 1741
- De temperamentis et deliriis disserit et panegyrin medicam indicit. Leipzig, 1741
- De atra bile disserit et panegyrin medicam indicit. Leipzig, 1741
- De sulphure et marte disserit et panegyrin medicam indicit. Leipzig, 1743
- De nitroso plurium medicatorum fontium sale disserit et panegyrin medicam indicit. Leipzig, 1744
- De oleis vegetabilium essentialibus disserit et panegyrin medicam indicit. Leipzig, 1745

## Homenagens
Carl von Linné nomeou o gênero Waltheria da família Malvaceae em sua honra.